# Spalding Falls
Die Spalding Falls sind Wasserfälle im Grand-Teton-Nationalpark im Westen des US-Bundesstaates Wyoming. Die Spalding Falls haben eine Höhe von 73 m und fallen im Garnet Canyon unterhalb des Disappointment Peak in der Teton Range hinab. Der Bachlauf entwässert sich über den Bradley Lake in den Cottonwood Creek und später in den Snake River. Der namenlose Bach entsteht aus dem Schmelzwasser des Middle Teton Glacier, weshalb die Wasserfälle nur zeitweise vorhanden sind. Sie können über den Garnet Canyon Trail erreicht werden, der südlich des Jenny Lake im Jackson Hole startet. Im Garnet Canyon befinden sich flussabwärts zwei weitere Wasserfälle, die Cleft Falls und die Bannock Falls.

## Belege
1. ↑  Geonames: Spalding Falls. Abgerufen am 27. März 2021.
2. ↑  Spalding Falls, Wyoming, United States - World Waterfall Database. Abgerufen am 27. März 2021 (englisch).
3. ↑  Naturalatlas: Spalding Falls. Abgerufen am 27. März 2021 (englisch).